# Équipe de France masculine de handball au Championnat d'Europe 2018
Cet article relate le parcours de l'Équipe de France masculine de handball lors du Championnat d'Europe 2018 organisé en Croatie du 12 au 28 janvier 2018.
Pour sa 13e participation au Championnat d'Europe, la France doit faire face à une pénurie d'arrière gauche à cause de la retraite internationale de Daniel Narcisse et des blessures successives de Mathieu Grébille, Olivier Nyokas, William Accambray et enfin de Timothey N'Guessan en cours de compétition.
Malgré tout, grâce notamment à une victoire 32 à 31 face à la Norvège qui s'est décidée en toute fin de match, la France est la seule équipe à avoir remporté ses 3 matchs à l’issue du tour préliminaire. Lors du tour principal, elle est également la seule avec le Danemark à remporter ses 3 matchs avec notamment deux victoires probantes face à la Suède (23-17) puis à la Croatie (30-27). En demi-finale, elle est nettement battue par l'Espagne qui a compté jusqu'à 9 buts d'avance (23-27). Mais les « Experts » se reprennent lors du match pour la 3e place en battant le Danemark 32 à 29 et remportent ainsi la médaille de bronze.

## Présentation

### Qualification
L'équipe de France a obtenu sa qualification à l'issue des éliminatoires. Placée dans le Groupe 7, elle devance la Norvège -- face à laquelle elle a subi sa seule défaite --, la Lituanie et la Belgique :
|   | Équipe   | Pts | J | G | N | P | Bp  | Bc  | Diff |  | Résultats (dom.\ext.) |       |       |       |       |
| - | -------- | --- | - | - | - | - | --- | --- | ---- |  | --------------------- | ----- | ----- | ----- | ----- |
| 1 | France   | 10  | 6 | 5 | 0 | 1 | 191 | 169 | 22   |  | France                |       | 28-24 | 37-20 | 32-28 |
| 2 | Norvège  | 8   | 6 | 4 | 0 | 2 | 196 | 163 | 33   |  | Norvège               | 35-30 |       | 30-20 | 35-26 |
| 3 | Lituanie | 6   | 6 | 3 | 0 | 3 | 163 | 179 | -16  |  | Lituanie              | 25-26 | 32-29 |       | 33-28 |
| 4 | Belgique | 0   | 6 | 0 | 0 | 6 | 175 | 214 | -39  |  | Belgique              | 37-39 | 27-43 | 29-33 |       |

### Matchs de préparation
La deuxième étape de la Golden League s'est déroulée du 4 au 7 janvier 2018 en France
| Date           | Lieu                     | Adversaire | Score   | Statistiques |
| -------------- | ------------------------ | ---------- | ------- | --- |
| 4 janvier 2018 | Kindarena, Rouen         | Norvège    | G 32-27 | Dumoulin, Gérard (22/49 dont 1/3 p.); Lenne (0/1), Rémili (1/5), Lagarde, Mem (2/3), N. Karabatic (5/6), Mahé (3/7), N’Guessan (1/5), Abalo (3/5), Sorhaindo (2/2), L. Karabatic, Claire (1/2), Dipanda (1/1), Porte (3/6), Tournat (3/5), Nahi, Caucheteux (6/8 dont 6/7 p.)                          |
| 6 janvier 2018 | AccorHotels Arena, Paris | Égypte     | G 33-23 | Dumoulin (8/27 dont 2/6 p.), Meyer (5/9 tirs dont 0/1 p.); Lenne (1/1), Rémili (4/6), Lagarde (1/4), Mem (1/1), Mahé (7/9 dont 3/4 p.), N’Guessan (0/1), Abalo (3/3), Sorhaindo, L. Karabatic (1/1), Claire (2/2), Dipanda (1/4), Porte (3/5), Tournat (2/2), Nahi (3/3), Caucheteux (4/5 dont 1/2 p.) |
| 7 janvier 2018 | AccorHotels Arena, Paris | Danemark   | P 28-29 | Dumoulin (1/5), Gérard (11/36 dont 0/3 p.); Lenne, Rémili (2/3), Lagarde, Mem (5/10), N. Karabatic (5/8), Mahé (2/3 dont 1/1 p.), N’Guessan (5/9), Abalo (2/3), Sorhaindo (2/2), Guigou (2/2 dont 1/1 p.), Afgour, Claire (1/2), Dipanda (0/1), Porte (0/1), Tournat (2/2), Caucheteux                 |

### Effectif
Comme les autres nations qualifiées, la France a transmis à la Fédération européenne de handball le 5 décembre 2017 la liste des 28 joueurs pouvant être sélectionnés pour la compétition. Cette liste est marquée par la présence de Thierry Omeyer qui a pris sa retraite internationale mais qui a accepté de se rendre disponible en cas de blessure de Gérard ou Dumoulin. Parmi les nouveaux joueurs, on trouve Romain Lagarde et Dylan Nahi, qui ont connu leurs premières sélections lors de la Golden League en octobre 2017, ainsi que Tom Pelayo et Raphaël Caucheteux qui n'ont jamais connu la moindre sélection.
Le 8 décembre 2017, une liste de 21 joueurs a été conviée pour participer à la phase de préparation à Capbreton. À la suite du forfait de William Accambray qui s'est gravement blessé au genou lors d'un match avec Veszprém, Didier Dinart a décidé de faire appel à l’ailier gauche Raphaël Caucheteux. Comme redouté par le staff, Olivier Nyokas, insuffisamment remis de son opération à la rotule, est également contraint de renoncer à la compétition. C'est le quatrième absent sur le poste d'arrière gauche après Narcisse (retraite internationale), Grébille (blessé) et Accambray.
Lors du deuxième match de la Golden League face à l’Égypte, Luka Karabatic se blesse à la cheville droite, la même qui avait déjà forcé le pivot parisien à faire une pause de six semaines à l'automne. Afin de pallier un éventuel forfait partiel ou total de Karabatic, le staff français a choisi d'appeler le seul pivot restant parmi la liste des 28, le Montpelliérain Benjamin Afgour.
Finalement, Didier Dinart et Guillaume Gille ont dévoilé une liste de 16 + 2 joueurs.
Le 17 janvier, Timothey N'Guessan se blesse lors du match face à la Biélorussie. Contraint de déclarer forfait, il est remplacé poste pour poste par Romain Lagarde. Le matin du premier match du tour principal face à la Suède, Luka Karabatic est intégré au groupe en remplacement de Benjamin Afgour. Ce dernier retrouve le groupe le 28 janvier pour pallier la blessure de Dika Mem.
L'effectif de la France pour ce Championnat d'Europe 2018 est alors :
Remarque : les nombres de sélection et de buts sont ceux avant les matchs de préparation lors de la Golden League.
Les autres joueurs de l'équipe de France en lien avec la compétition sont :
Remarque : les nombres de sélection et de buts sont ceux avant les matchs de préparation lors de la Golden League.
De plus, d'autres joueurs n'ont pas été sélectionnés par le staff :
- Samuel Honrubia, choix du sélectionneur
- Guillaume Joli, choix du sélectionneur
- Daniel Narcisse, fin de carrière internationale
- Kévynn Nyokas, fin de carrière
- Wesley Pardin, choix du sélectionneur.

## Résultats

### Tour préliminaire
La France évolue dans le Groupe B à Poreč. Vainqueur de ses trois matchs, la France est ainsi qualifiée pour le tour principal :
| \| \| Équipe \| Pts \| J \| G \| N \| P \| Bp \| Bc \| Diff \| \| - \| ----------- \| --- \| - \| - \| - \| - \| --- \| -- \| ---- \| \| 1 \| France \| 6 \| 3 \| 3 \| 0 \| 0 \| 97 \| 82 \| 15 \| \| 2 \| Norvège \| 4 \| 3 \| 2 \| 0 \| 1 \| 103 \| 88 \| 15 \| \| 3 \| Biélorussie \| 2 \| 3 \| 1 \| 0 \| 2 \| 80 \| 91 \| -11 \| \| 4 \| Autriche \| 0 \| 3 \| 0 \| 0 \| 3 \| 80 \| 99 \| -19 \| | Légende - Qualifié pour le tour principal - Éliminé |     |   |   |   |   |     |    |      |
| | Équipe                                              | Pts | J | G | N | P | Bp  | Bc | Diff |
| 1 | France                                              | 6   | 3 | 3 | 0 | 0 | 97  | 82 | 15   |
| 2 | Norvège                                             | 4   | 3 | 2 | 0 | 1 | 103 | 88 | 15   |
| 3 | Biélorussie                                         | 2   | 3 | 1 | 0 | 2 | 80  | 91 | -11  |
| 4 | Autriche                                            | 0   | 3 | 0 | 0 | 3 | 80  | 99 | -19  |

| 12 janvier 2018 20h30 | France        | 32 - 31   | Norvège               | Centre sportif Žatika, Poreč Affluence : 3 600 Arbitrage : Raluy Lopez, Oscar |
| 12 janvier 2018 20h30 | Kentin Mahé 8 | (15 - 17) | Kent Robin Tønnesen 7 | Centre sportif Žatika, Poreč Affluence : 3 600 Arbitrage : Raluy Lopez, Oscar |
| 12 janvier 2018 20h30 | ×2            | Rapport   | ×3                    | Centre sportif Žatika, Poreč Affluence : 3 600 Arbitrage : Raluy Lopez, Oscar |

Face à un adversaire qu'ils connaissent bien (6e match en un an après la finale du Mondial 2017, les 2 matchs en qualification et les deux matchs en Golden League), les joueurs de Didier Dinart remportent le match 32 à 31 grâce à une meilleure gestion du money-time,. Débutant le match avec une défense 1-5 afin de perturber la base arrière norvégienne et Sander Sagosen en particulier, les Bleus prennent un bon départ (5 à 2 puis 7 à 4 à la 11e minute) même si l'arrière droit Kent Robin Tønnesen se joue parfaitement de la situation en scorant plusieurs fois. Mais la Norvège hausse son niveau de jeu aussi bien en attaque qu'en défense et les Scandinaves vont rapidement rattraper et même dépasser les Français. Grâce à un jet de 7 mètres inscrit par Kentin Mahé – qui sera élu meilleur joueur du match – à la dernière seconde du temps réglementaire, les Experts retrouvent les vestiaires avec un déficit de 2 buts, 15 à 17. La Norvège parvient à maintenir son avance de 1 à 3 buts jusqu'à l'entrée dans le money-time où Didier Dinart fait rentrer Cyril Dumoulin (qui fera un arrêt décisif face à Magnus Jøndal à deux minutes de la fin) et Timothey N'Guessan (décisif alors qu'il n'est entré qu'à trois minutes de la fin) : grâce à un 3-0 à l'entame des dix dernières minutes, les Bleus reviennent à égalité 27-27, reprennent la tête grâce à des buts de Luc Abalo (31-30, 58e) puis Michaël Guigou (32-31, 58e), l'ultime attaque norvégienne étant parfaitement annihilée par la défense française.
- France : Dumoulin (18 minutes, 3 arrêts / 10 tirs dont 0/1 pén), Gérard (42 minutes, 8 arrêts / 30 tirs dont 1/1 pén); Remili, Mem (3/6), N. Karabatic (4/5), Mahé (8/11 dont 4/4 pén), N’Guessan (1/2), Abalo (4/4), Sorhaindo (0/1), Guigou (4/6), Afgour, Claire, Dipanda (2/2), Porte (2/3), Tournat (2/2), Caucheteux
- Norvège : Christensen (6 minutes, 0/7 dont 0/2 pén), Bergerud (54 minutes, 7 arrêts / 31 tirs dont 0/2 pén); Sagosen (3/8 dont 0/1 pén), Myrhol (5/8), Jakobsen, Tønnesen (7/8), Jondal (4/7), Bjornsen (6/9 dont 1/1 pén), Gullerud (1/1), Sorheim, Johannessen (3/3), O’Sullivan (1/1), Tangen (1/4), Reinkind, Rod, Hansen
- Évolution du score : 0-1 (1re), 2-2 (3e), 5-2 (8e), 7-4 (11e), 8-8 (14e), 11-11 (13e), 11-11 (18e), 11-13 (20e), 12-13 (26e), 13-16 (28e), 15-17 (mi-temps) ; 16-17 (31e), 16-19 (33e), 18-20 (36e), 20-23-23 (38e), 23-24 (45e), 24-27 (48e), 26-27 (50e), 29-29 (55e), 31-30 (58e), 32-31.

| 14 janvier 2018 18h15 | France               | 33 - 26   | Autriche       | Centre sportif Žatika, Poreč Affluence : 2 900 Arbitrage : Geipel, Lars |
| 14 janvier 2018 18h15 | Timothey N'Guessan 7 | (17 - 12) | Robert Weber 5 | Centre sportif Žatika, Poreč Affluence : 2 900 Arbitrage : Geipel, Lars |
| 14 janvier 2018 18h15 | ×3                   | Rapport   | ×1 ×5 ×1       | Centre sportif Žatika, Poreč Affluence : 2 900 Arbitrage : Geipel, Lars |

Face à l'adversaire a priori le plus faible de la poule, les coéquipiers de Nikola Karabatic et Cédric Sorhaindo, laissés au repos, s'imposent sans difficultés 33 à 26 face à l'Autriche et décrochent ainsi la qualification pour le tour principal,. 
Avec un 3-0 d’entrée de match, les Français n’ont pas laissé beaucoup d’espoir aux Autrichiens. Si ceux-ci n’ont finalement que deux buts de retard au bout de vingt minutes (7-9), les Bleus reprennent immédiatement quatre buts d’avance pour finir avec un +5 à la pause (17-12). Tout en maitrise malgré une équipe new-look – avec notamment Dika Mem en demi-centre et les premiers buts en compétition officielle de Raphaël Caucheteux – les Experts prennent jusqu’à 9 buts d’avance (25-16, 42e minute) pour finir avec un écart de sept buts. Avec sept réalisations sur douze tentatives en 45 minutes de jeu, Timothey N'Guessan est élu MVP du match.
- France : Dumoulin (30 minutes, 6 arrêts / 20 tirs dont 0/1 pén), Gérard (30 minutes, 10 arrêts / 22 tirs dont 0/2 pén); Remili (4/6), Mem (3/4), N. Karabatic, Mahé (3/3 dont 1/1 pén), N’Guessan (7/12), Abalo (4/5), Sorhaindo, Guigou (1/2 dont 0/1 pén), Afgour (0/2), Claire (1/1), Dipanda (1/2), Porte (3/5), Tournat (2/2), Caucheteux (4/5 dont 2/2 pén)
- Autriche : Bauer (33 minutes, 6 arrêts / 23 tirs dont 1/2 pén), Pilipovic (27 minutes, 7 arrêts / 23 tirs dont 0/2 pén); Ziura, Bozovic (1/6), Frimmel (2/4), Ranftl (1/1), Weber (5/6 dont 3/3 pén), Zeiner (1/5), Schopf (1/2), Jelinek, Kandolf (4/6), Bilyk (2/7), Wagner (3/3), Herburger (4/4), Neuhold (1/2), Kirveliavicius (1/1)
- Évolution du score : 0-3 (3e), 1-4 (5e), 2-4 (9e), 4-6 (12e), 5-8 (15e), 7-9 (19e), 7-11 (21e), 9-13 (22e), 10-14 (26e), 10-16 (27e), 12-17 (mi-temps), 13-19 (34e), 15-20 (36e), 15-23 (38e), 16-25 (42e), 19-26 (46e), 20-29 (49e), 23-30 (53e), 26-32 (58e), 26-33.

| 16 janvier 2018 18h15 | France     | 32 - 25   | Biélorussie              | Centre sportif Žatika, Poreč Affluence : 2 300 Arbitrage : Gatelis, Mindaugas |
| 16 janvier 2018 18h15 | Dika Mem 9 | (14 - 11) | Aliaksandr Padshyvalau 6 | Centre sportif Žatika, Poreč Affluence : 2 300 Arbitrage : Gatelis, Mindaugas |
| 16 janvier 2018 18h15 | ×3 ×2      | Rapport   | ×1 ×4 ×1                 | Centre sportif Žatika, Poreč Affluence : 2 300 Arbitrage : Gatelis, Mindaugas |

Après un premier quart d'heure poussif qui a vu la Biélorussie prendre deux buts d'avance (7-9), la France, grâce notamment à un excellent Vincent Gérard (47 % d'arrêts en première mi-temps dont 3 jets de 7 mètres arrêtés consécutivement), fait ensuite la différence avec un 7 à 2 qui permettait aux Tricolores de rejoindre le vestiaire avec 3 buts d’avance (14-11). Avec un +5 en tout début de deuxième mi-temps (16-11, 33e) puis un +7 à la 41e minute (22-15), l’équipe de France l'emporte finalement 32 à 25 sans trop trembler et se qualifie pour le tour principal avec le maximum de points (4) dans leurs bagages,. Le match est également marqué par la bonne prestation de Dika Mem, auteur de 9 buts sur 13 tentatives et surtout par la blessure de Timothey N'Guessan, touché au genou et contraint de déclarer forfait pour la suite de la compétition.
- France : Dumoulin, Gérard (60 minutes, 15 arrêts / 37 tirs dont 3/4 pén); Mem (9/13), N. Karabatic (6/8), Mahé (2/3), N’Guessan (0/2), Abalo (3/6), Sorhaindo (3/4), Guigou (3/5 dont 1/1 pén), Afgour (0/1), Claire (0/1), Dipanda, Porte (4/5), Tournat (2/2), Caucheteux (1/1 dont 1/1 pén)
- Biélorussie : Matskevich (19 minutes, 4 arrêts / 15 tirs dont 0/1 pén), Saldatsenka (41 minutes, 8 arrêts / 28 tirs dont 0/1 pén); Kulesh (1/4), Babichev (1/1), Shylovich (3/6), Pukhouski (1/1 dont 1/1 pén), Matskevich (0/1), Rutenka, Karvatski (1/4), Yurinok (4/6), Baranau, Padshyvalau (4/5), Karalek (0/1), Tsitou, Bokhan, Harbuz (0/2 dont 0/2 pén), Gayduchenko (4/12 dont 0/1 pén)
- Exclusions : N. Karabatic (11e), Mahé (54e) ; Bokhan (5e, 43e, 53e), Karalek (20e)
- Évolution du score : 1-0 (1re) 3-1 (6e), 3-3 (7e), 5-5 (11e), 6-7 (13e), 7-9 (16e), 9-9 (19e), 10-9 (20e), 12-10 (24e), 13-11 (28e), 14-11 (mi-temps) ; 16-11 (33e), 18-13 (37e), 22-15 (41e), 27-21 (50e), 28-24 (55e), 32-25.

### Tour principal
La France est qualifiée en compagnie de la Norvège et de la Biélorussie qu'elle a battu et retrouve les 3 équipes qualifiées du Groupe A : Suède, Croatie et Serbie.
Les résultats des matchs joués lors du tour préliminaire sont conservés lors de ce tour principal, sauf celui joué contre l'équipe éliminée. La France et la Suède démarrent donc cette phase avec 4 points, la Croatie et la Norvège avec 2 points et la Biélorussie et la Serbie sans points.
| \| \| Équipe \| Pts \| J \| G \| N \| P \| Bp \| Bc \| Diff \| Dép \| \| - \| ----------- \| --- \| - \| - \| - \| - \| --- \| --- \| ---- \| --- \| \| 1 \| France \| 10 \| 5 \| 5 \| 0 \| 0 \| 156 \| 130 \| 26 \| — \| \| 2 \| Suède \| 6 \| 5 \| 3 \| 0 \| 2 \| 136 \| 127 \| 9 \| +1 \| \| 3 \| Croatie \| 6 \| 5 \| 3 \| 0 \| 2 \| 147 \| 138 \| 9 \| 0 \| \| 4 \| Norvège \| 6 \| 5 \| 3 \| 0 \| 2 \| 152 \| 144 \| 8 \| -1 \| \| 5 \| Biélorussie \| 2 \| 5 \| 1 \| 0 \| 4 \| 128 \| 146 \| -18 \| — \| \| 6 \| Serbie \| 0 \| 5 \| 0 \| 0 \| 5 \| 131 \| 165 \| -34 \| — \| | Légende - Qualifié pour les demi-finales - Match de classement pour la 5e place - Éliminé |     |   |   |   |   |     |     |      |     |
| | Équipe                                                                                    | Pts | J | G | N | P | Bp  | Bc  | Diff | Dép |
| 1 | France                                                                                    | 10  | 5 | 5 | 0 | 0 | 156 | 130 | 26   | —   |
| 2 | Suède                                                                                     | 6   | 5 | 3 | 0 | 2 | 136 | 127 | 9    | +1  |
| 3 | Croatie                                                                                   | 6   | 5 | 3 | 0 | 2 | 147 | 138 | 9    | 0   |
| 4 | Norvège                                                                                   | 6   | 5 | 3 | 0 | 2 | 152 | 144 | 8    | -1  |
| 5 | Biélorussie                                                                               | 2   | 5 | 1 | 0 | 4 | 128 | 146 | -18  | —   |
| 6 | Serbie                                                                                    | 0   | 5 | 0 | 0 | 5 | 131 | 165 | -34  | —   |

| 20 janvier 2018 18h15 | France      | 23 - 17  | Suède      | Arena Zagreb, Zagreb Affluence : 7 100 Arbitrage : Raluy, Sabroso |
| 20 janvier 2018 18h15 | Sorhaindo 5 | (10 - 8) | Jeppsson 4 | Arena Zagreb, Zagreb Affluence : 7 100 Arbitrage : Raluy, Sabroso |
| 20 janvier 2018 18h15 | ×3 ×2 ×1    | Rapport  | ×2 ×4      | Arena Zagreb, Zagreb Affluence : 7 100 Arbitrage : Raluy, Sabroso |

Pour son entrée dans le tour principal, la France remporte son 4e match en disposant de la Suède 23 à 17,. Dans un match où les défenses l'ont emporté sur les attaques, la victoire française s'est dessinée grâce à Vincent Gérard exceptionnel 60 minutes (19/36 à 52,8 % d'arrêts) et carrément stratosphérique sur le premier quart d’heure avec 10 arrêts consécutifs, les Suédois devant attendre la 13e minute pour marquer leur deuxième but. Si la France en bénéficie naturellement en creusant un premier écart (4-1 à la 12e puis 7-3 à la 16e) avec notamment une relation très efficace entre Nikola Karabatic et Cédric Sorhaindo, elle est plutôt en difficulté en attaque. La Suède revient alors peu à peu au score (9-8 à la 27e) et parvient même à égaliser 12-12 après 10 minutes de jeu en deuxième mi-temps. Mais grâce, encore, à la défense et Gérard, la Suède coince à nouveau et reste bloqué à 14 buts quand la France en marque 5 pour faire passer le score de 15-14 à 20-14. Et nouvelle fois, coaching gagnant de Didier Dinart qui lançait coup sur coup les Nantais Romain Lagarde, Nicolas Claire et Nicolas Tournat, tous trois décisifs. Vainqueurs 23-17, les Bleus ont fait un pas de plus vers le dernier carré de l’Euro.
- France : Dumoulin, Gérard (19 arrêts / 36 tirs); Rémili (1/3), Lagarde, Mem (1/3), N. Karabatic (2/6), Mahé (4/7 dont 3/3 pén), Abalo (0/1), Sorhaindo (5/5), Guigou (3/5), L. Karabatic, Claire (3/3), Dipanda, Porte (3/5), Tournat (1/1), Caucheteux
- Suède : Palicka, Appelgren (11 arrêts / 34 tirs dont 0/3 pén); Henningsson (0/1), Jeppsson (4/6), Darj (0/1), Tollbring (1/2), Ekberg (2/3), Wanne (1/3), Pettersson, Jakobsson (1/3), Lagergren (2/7), Gottfridsson (2/7), Arnesson, Zachrisson (1/2), Nielsen (1/4), Nilsson (1/3)
- Exclusions : Gottfridsson (11e), Mahé (12e), Porte (21e), Nielsen (24e), Lagergren (36e), Jakobsson (44e)
- Carton rouge : L. Karabatic (23e)
- Évolution du score : 1-1 (2e), 1-4 (12e), 3-7 (16e), 5-9 (20e), 8-9 (27e), 8-10 (mi-temps) ; 10-11 (35e), 12-12 (41e), 14-15 (48e), 14-20 (54e), 17-23.

| 22 janvier 2018 18h15 | France                     | 39 - 30   | Serbie              | Arena Zagreb, Zagreb Affluence : 1 700 Arbitrage : Gjeding, Hansen |
| 22 janvier 2018 18h15 | Caucheteux, L. Karabatic 7 | (19 - 12) | Nemanja Zelenović 7 | Arena Zagreb, Zagreb Affluence : 1 700 Arbitrage : Gjeding, Hansen |
| 22 janvier 2018 18h15 | ×3                         | Rapport   | ×1 ×4 ×1            | Arena Zagreb, Zagreb Affluence : 1 700 Arbitrage : Gjeding, Hansen |

Face à l'équipe la plus faible du groupe, il n'y a pas eu vraiment de match entre la France et la Serbie. Tout juste un petit quart d'heure où la Serbie, forte d'un 4 à 0, a mené (6-4 à la 11e minute) avant les Français n’enchaînent avec un 6 à 1 (10-7, 17e minute) puis creusent l'écart (17-10, 28e minute),. La Serbie n'étant absolument pas préoccupée par l'aspect défensif de son jeu, c'est finalement un match très prolifique en buts, la France échouant toutefois à trois reprises à marquer son 40e but.
- France : Dumoulin (8 arrêts / 31 tirs), Gérard (4 arrêts / 11 tirs dont 0/1 pén); Rémili (3/5), Lagarde (1/4), Mem (2/4), Gérard (1/1), N. Karabatic (5/6), Mahé (3/4), Abalo (2/2), Sorhaindo, Guigou, L. Karabatic (7/9), Claire (1/1), Dipanda (3/4), Porte (2/4), Tournat (2/2), Caucheteux (7/9 dont 1/3 pén)
- Serbie : Cuparra (5 arrêts / 22 tirs), Ivanisevic (8 arrêts / 28 tirs dont 2/3 pén); Sesum (1/3), Vujic, Djukic (1/3), Beljanski (4/6), Nenadic (6/10 dont 1/1 pén), Radivojevic (1/2), Djordjic (0/3), Ilic (4/4), Crnoglavac, Jovanovic (4/5), Zelenovic (7/13), Marsenic, Stevanovic, Obradovic (2/4)
- Évolution du score : 2-3 (5e), 6-5 (10e), 7-9 (15e), 10-12 (20e), 10-16 (25e), 12-19 (mi-temps) ; 15-22 (35e), 18-27 (40e), 22-30 (45e), 26-34 (50e), 27-38 (55e), 30-39.

| 24 janvier 2018 20h30 | Croatie         | 27 - 30   | France         | Arena Zagreb, Zagreb Affluence : 14 000 Arbitrage : Geipel, Helbig |
| 24 janvier 2018 20h30 | Manuel Štrlek 6 | (13 - 19) | Nedim Remili 6 | Arena Zagreb, Zagreb Affluence : 14 000 Arbitrage : Geipel, Helbig |
| 24 janvier 2018 20h30 | ×3              | Rapport   | ×5             | Arena Zagreb, Zagreb Affluence : 14 000 Arbitrage : Geipel, Helbig |

Grâce à la victoire de la Norvège sur la Suède quelques heures plus tôt, la France est assurée d'être qualifiée pour les demi-finales, mais en cas de défaite face à la Croatie, elle serait alors rétrogradée à la deuxième place. En revanche, pour le pays hôte, l'enjeu est élevé puisqu'une défaite les éliminerait de la compétition. Après un début de match serré (6-6 à la 10e minute puis, 11-10 à la 20e minute), les Experts réalisent une excellente fin de première mi-temps pour arriver avec une avance de 6 buts au vestiaire (19-13),. Si les Français se sont fait un peu peur sur la fin de match en encaissant un 1 à 5 entre la 10e minute (25-20) et la 53e minute (26-25), un dernier effort permet d’annihiler tout espoir de retour des Croates qui, battus 27 à 30, doivent laisser la seconde place qualificative en demi-finale à la Suède à la différence de buts particulière.
- Croatie : Stevanovic (1 arrêt / 10 tirs), Alilovic (7 arrêts / 26 tirs dont 1/3 pén); Mihic, Maric (2/2), Stepancic (1/4), Kopljar (4/6), Vori, Gojun, Horvat, Karacic, Mandalinic (1/3), Strlek (6/6), Cupic (5/5 dont 3/3 pén), Musa (0/1), Mamic (5/7), Cindric (3/6)
- France : Dumoulin (4 arrêts / 12 tirs dont 0/1 pén), Gérard (7 arrêts / 26 tirs dont 0/2 pén); Rémili (6/8), Lagarde (2/5), Mem (3/8), N. Karabatic (2/3), Mahé (5/6 dont 2/2 pén), Abalo (1/2), Sorhaindo (1/2), Guigou (4/6), L. Karabatic (3/3), Claire (0/1), Dipanda (2/3), Porte (1/2), Tournat, Caucheteux
- Évolution du score : 3-4 (5e), 6-6 (10e), 7-9 (15e), 10-11 (20e), 12-15 (25e), 13-19 (mi-temps) ; 16-21 (35e), 19-24 (40e), 20-25 (45e), 23-26 (50e), 26-28 (55e), 27-30.

### Phase finale
|  | Demi-finales                                | Demi-finales                                |                        |    | Finale                                      | Finale                                      |
|  | Demi-finales                                | Demi-finales                                |                        |    | Finale                                      | Finale                                      |
|  |                                             |                                             |                        |    |                                             |                                             |
|  | Arena Zagreb, Zagreb, 26 janv. 2018 à 18h00 | Arena Zagreb, Zagreb, 26 janv. 2018 à 18h00 |                        |    | Arena Zagreb, Zagreb, 28 janv. 2018 à 20h30 | Arena Zagreb, Zagreb, 28 janv. 2018 à 20h30 |
|  | Arena Zagreb, Zagreb, 26 janv. 2018 à 18h00 | Arena Zagreb, Zagreb, 26 janv. 2018 à 18h00 |                        |    | Arena Zagreb, Zagreb, 28 janv. 2018 à 20h30 | Arena Zagreb, Zagreb, 28 janv. 2018 à 20h30 |
|  | France                                      | 23                                          |                        |    | Arena Zagreb, Zagreb, 28 janv. 2018 à 20h30 | Arena Zagreb, Zagreb, 28 janv. 2018 à 20h30 |
|  | France                                      | 23                                          |                        |    | Arena Zagreb, Zagreb, 28 janv. 2018 à 20h30 | Arena Zagreb, Zagreb, 28 janv. 2018 à 20h30 |
|  | Espagne                                     | 27                                          |                        |    | Arena Zagreb, Zagreb, 28 janv. 2018 à 20h30 | Arena Zagreb, Zagreb, 28 janv. 2018 à 20h30 |
|  | Espagne                                     | 27                                          | Espagne                | 29 |                                             |                                             |
|  | Arena Zagreb, Zagreb, 26 janv. 2018 à 20h30 |                                             | Espagne                | 29 |                                             |                                             |
|  |                                             | Suède                                       | 23                     |    |                                             |                                             |
|  | Danemark                                    | Suède                                       | 23                     | 34 |                                             |                                             |
|  | Danemark                                    |                                             |                        | 34 |                                             |                                             |
|  | Suède                                       | 35ap                                        |                        |    |                                             |                                             |
|  | Suède                                       | 35ap                                        | Match pour la 3e place |    |                                             |                                             |
|  |                                             |                                             |                        |    |                                             |                                             |
|  | Arena Zagreb, Zagreb, 28 janv. 2018 à 18h00 |                                             |                        |    |                                             |                                             |
|  |                                             |                                             |                        |    |                                             |                                             |
|  | France                                      | 32                                          |                        |    |                                             |                                             |
|  | France                                      | 32                                          |                        |    |                                             |                                             |
|  | Danemark                                    | 29                                          |                        |    |                                             |                                             |
|  | Danemark                                    | 29                                          |                        |    |                                             |                                             |

#### Demi-finale
| 26 janvier 2018 18h00 | France             | 23 - 27  | Espagne       | Arena Zagreb, Zagreb Affluence : 6 000 Arbitrage : Nachevski, Nikolov |
| 26 janvier 2018 18h00 | Cédric Sorhaindo 6 | (9 - 15) | Ferrán Solé 7 | Arena Zagreb, Zagreb Affluence : 6 000 Arbitrage : Nachevski, Nikolov |
| 26 janvier 2018 18h00 | ×3 ×4              | Rapport  | ×3 ×4         | Arena Zagreb, Zagreb Affluence : 6 000 Arbitrage : Nachevski, Nikolov |

Les Français sont tombés dans le piège d'une équipe espagnole décomplexée qui a déjoué les pronostics grâce à un remarquable travail défensif en première période et a su garder l'avantage, malgré une remontée française en fin de partie,,. Du fait notamment d'un manque d'opportunisme, un manque d'efficacité de Vincent Gérard dans la cage et quelques pertes de balle inquiétantes, les Bleus ratent complètement leur fin de première mi-temps avec un 7 à 1 encaissé et un déficit de six buts à la mi-temps (9-15). Pourtant privée de son meilleur gardien, Gonzalo Pérez de Vargas, contraint de déclarer forfait, l'Espagne sort Arpad Šterbik de son chapeau (3 arrêts sur jets de 7 mètres) et prend neuf buts d'avance (14-23, 44e minute). Pourtant, grâce aux entrées sur la base arrière de Romain Lagarde et Valentin Porte et les arrêts de Cyril Dumoulin, les Bleus réalisent un 6 à 0 en six minutes qui leur permet de revenir à 3 buts de retard à l'entame des dix dernières minutes. Las, le renversement de situation du quart de finale des Jeux de Londres face à cette même sélection ibérique ne s'est pas reproduit et les Experts s'inclinent finalement 23 à 27.
- France : Dumoulin (7 arrêts / 20 tirs dont 2/6 pén), Gérard (3 arrêts / 17 tirs dont 0/3 pén); Rémili (0/1), Lagarde (3/4), Mem (1/2), N. Karabatic (3/8), Mahé (3/6 dont 2/3 pén), Abalo (1/4), Sorhaindo (6/6), Guigou (1/2 dont 0/1 pén), L. Karabatic, Claire, Dipanda (1/1), Porte (3/4), Tournat, Caucheteux (1/2 dont 1/2 pén)
- Espagne : Šterbik (3 arrêts / 5 tirs dont 3/5 pén), Corrales (10 arrêts / 31 tirs dont 0/1 pén); Gurbindo (2/4), Rivera (1/2 dont 0/1 pén), Entrerríos (6/8), A. Dujshebaev (1/3), Sarmiento (3/5 dont 0/1 pén), Aguinagalde (2/4), Cañellas (2/4), Morros, Ariño (1/1), Guardiola, Goñi Leoz (0/1), Solé (7/9 dont 6/7 pén), Balaguer (1/2 dont 1/1 pén), Figueras (1/1)
- Évolution du score : 3-3 (7e), 3-6 (10e), 8-8 (18e), 9-15 (mi-temps) ; 13-18 (36e), 13-20 (40e), 14-23 (44e), 20-23 (50e), 23-27.

#### Match pour la3eplace
| 28 janvier 2018 18h00 | France             | 32 - 29   | Danemark         | Arena Zagreb, Zagreb Affluence : 6 700 Arbitrage : Din, Dinu |
| 28 janvier 2018 18h00 | Nikola Karabatic 9 | (17 - 14) | Hans Lindberg 12 | Arena Zagreb, Zagreb Affluence : 6 700 Arbitrage : Din, Dinu |
| 28 janvier 2018 18h00 | ×4 ×3              | Rapport   | ×3               | Arena Zagreb, Zagreb Affluence : 6 700 Arbitrage : Din, Dinu |

## Statistiques et récompenses

### Récompenses
Un seul joueur français a été élu dans l'équipe-type de la compétition : Vincent Gérard au poste de gardien de but.
Quatre autres français figuraient parmi les 40 joueurs pré-sélectionnés : Adrien Dipanda au poste de défenseur, Kentin Mahé au poste d'ailier gauche, Valentin Porte au poste d'ailier droit et Nikola Karabatic au poste de demi-centre.

### Statistiques collectives
L'équipe de France détient le record du plus petit nombre de buts inscrits sur un match avec 40 buts lors de la victoire 23 à 17 face à la Suède et le record du plus grand nombre de buts inscrits sur un match avec 69 buts lors de la victoire 39 à 30 face à la Serbie deux jours plus tard.

### Buteurs
Deux joueurs français terminent parmi les meilleurs buteurs de la compétition : Kentin Mahé est sixième avec 34 buts marqués et Nikola Karabatic est neuvième ex aequo avec 30 buts marqués.
| Rang  | Joueur             | Tot. | Tirs | %      | Ch. | 7m    | MJ | Moy. | Carton jaune | Suspension | Carton rouge | Temps de jeu    |
| ----- | ------------------ | ---- | ---- | ------ | --- | ----- | -- | ---- | ------------ | ---------- | ------------ | --------------- |
| 1     | Kentin Mahé        | 34   | 49   | 69 %   | 21  | 13/15 | 8  | 4,3  | 2            | 2          | 0            | 4 h 8 min 27 s  |
| 2     | Nikola Karabatic   | 30   | 46   | 65 %   | 30  | -     | 8  | 3,8  | 2            | 3          | 0            | 5 h 3 min 11 s  |
| 3     | Dika Mem           | 22   | 41   | 53,7 % | 22  | -     | 7  | 3,1  | 2            | -          | -            | 3 h 58 min 12 s |
| 4     | Valentin Porte     | 22   | 33   | 66,7 % | 22  | -     | 8  | 2,8  | -            | 4          | -            | 5 h 28 min 28 s |
| 5     | Luc Abalo          | 20   | 31   | 64,5 % | 20  | -     | 8  | 2,5  | 1            | 1          | -            | 4 h 29 min 17 s |
| 6     | Cédric Sorhaindo   | 20   | 26   | 76,9 % | 20  | -     | 8  | 2,5  | 2            | -          | -            | 4 h 43 min 20 s |
| 7     | Michaël Guigou     | 18   | 28   | 64,3 % | 17  | 1/4   | 8  | 2,3  | -            | -          | -            | 4 h 57 min 9 s  |
| 8     | Nedim Remili       | 16   | 25   | 64 %   | 16  | -     | 7  | 2,3  | 1            | 3          | -            | 2 h 20 min 34 s |
| 9     | Raphaël Caucheteux | 13   | 18   | 72,2 % | 7   | 6/10  | 8  | 1,6  | -            | -          | -            | 1 h 22 min 53 s |
| 10    | Luka Karabatic     | 10   | 12   | 83,3 % | 10  | -     | 5  | 2    | -            | 3          | 1            | 1 h 24 min 55 s |
| 11    | Adrien Dipanda     | 10   | 14   | 71,4 % | 10  | -     | 8  | 1,3  | 3            | 5          | -            | 4 h 37 min 42 s |
| 12    | Nicolas Tournat    | 9    | 10   | 90 %   | 9   | -     | 8  | 1,1  | -            | -          | -            | 2 h 0 min 21 s  |
| 13    | Timothey N'Guessan | 8    | 16   | 50 %   | 8   | -     | 3  | 2,7  | -            | 1          | -            | 1 h 5 min 58 s  |
| 14    | Romain Lagarde     | 6    | 15   | 40 %   | 6   | -     | 5  | 1,2  | -            | 2          | -            | 1 h 51 min 35 s |
| 15    | Nicolas Claire     | 5    | 7    | 71,4 % | 5   | -     | 8  | 0,6  | -            | -          | -            | 0 h 43 min 13 s |
| 16    | Vincent Gérard     | 1    | 1    | 100 %  | 1   | -     | 8  | 0,1  | -            | -          | -            | 4 h 34 min 21 s |
| 17    | Benjamin Afgour    | 0    | 3    | 0 %    | 0   | -     | 4  | 0    | -            | -          | -            | 0 h 23 min 11 s |
| Total | Total              | 244  | 375  | 65,0 % | 224 | 20/29 | 8  | 30,5 | 15           | 24         | 1            | 8 h 0 min 0 s   |

### Gardiens de but
Avec 37% d'arrêts, Vincent Gérard est le deuxième meilleur gardien de la compétition derrière le slovène Urh Kastelic et ses 40,7 % acquis en 2 matchs seulement.
| Rang  | Nom            | %      | Arrêts | Tirs | MJ | Moy. | Temps de jeu    |
| ----- | -------------- | ------ | ------ | ---- | -- | ---- | --------------- |
| 1     | Vincent Gérard | 37,0 % | 68     | 184  | 8  | 8,5  | 4 h 34 min 21 s |
| 2     | Cyril Dumoulin | 28,1 % | 36     | 128  | 8  | 4,5  | 3 h 1 min 23 s  |
| Total | Total          | 33,3 % | 104    | 316  | 8  | 13,0 | 7 h 35 min 44 s |